# Moncaut
Moncaut – miejscowość i gmina we Francji, w regionie Nowa Akwitania, w departamencie Lot i Garonna.
Według danych na rok 1990 gminę zamieszkiwały 412 osoby, a gęstość zaludnienia wynosiła 26 osób/km² (wśród 2290 gmin Akwitanii Moncaut plasuje się na 780. miejscu pod względem liczby ludności, natomiast pod względem powierzchni na miejscu 712.).